# Ludwig Uhland

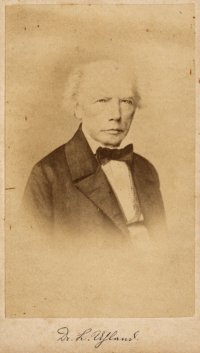
Ludwig Uhland

Johann Ludwig Uhland (Tübingen, 26 april 1787 – aldaar, 13 november 1862) was een  Duits dichter, filoloog, literatuurwetenschapper, jurist en politicus.
Uhland bracht samen met zijn vriend Justinus Kerner Sonntagsblatt für ungebildete Stände uit. 
Hij studeerde tussen 1801 en 1811 rechten en filologie in Tübingen. Van 1810 tot 1814 was hij werkzaam als jurist bij het ministerie van justitie in Stuttgart, daarna was hij als advocaat werkzaam.
Uhland was een lyrisch dichter en wordt tot de romantische school gerekend. In 1829 werd hij benoemd tot ere-doctor in de Duitse literatuur aan de universiteit van Tübingen, maar in 1833 nam hij ontslag, omdat hij deze functie niet kon verenigen met zijn politieke overtuiging. In 1848-1849 was hij lid van het Frankfurter Parlement. Na het mislukken van de revolutie trok hij zich terug in Tübingen als privaatgeleerde.
De Duitse componist Carl Loewe zette een aantal van zijn gedichten, ballades en liederen op muziek.

## Filologie en literatuurgeschiedenis
Als Germaans en Romaans filoloog moet Uhland worden gerekend tot de grondleggers van die wetenschap. Naast zijn verhandeling Ueber das altfranzösische Epos (1812) en het essay Zur Geschichte der Freischiessen (1828) dienen nog in het bijzonder vermeld te worden Walther von der Vogelweide, ein altdeutscher Dichter (1822); Der Mythus von Thôr (1836) -  resultaat van nauwgezet oorspronkelijk onderzoek - en tot slot de verzameling Alte hoch- und niederdeutsche Volkslieder (1844–45; 3d ed. 1892). 
Zijn dichtwerken zijn herhaaldelijk gepubliceerd als Gedichte und Dramen, terwijl zijn wetenschappelijk werk is vastgelegd in Schriften zur Geschichte der Dichtung und Sage, uitgegeven door Holland, Keller enPfeiffer (1865–72).

## Werken (selectie)
- Gedichte, (1815)
- Ernst Herzog von Schwaben, (1818)
- Ludwig der Baier, (1819)
- Walther von der Vogelweide, (1822)
- Sagenforschungen, (1836)
- Ich hatt' einen Kameraden
- Die Kapelle
- Der gute Kamerad
- Der Wirtin Töchterlein
- Frühlingsglaube
- Schäfers Sonntagslied
- Des Sängers Fluch
- Tells Tod
- Bertram de Born
- Schwäbische Kunde
- Die Rache
- Siegfrieds Schwert
- Taillefer
- Das Glück von Edenhall
- Das Schlosz am Meer

- Bibsys: 90067446
- Biblioteca Nacional de España: XX1463597
- Bibliothèque nationale de France: cb12427238g (data)
- Catàleg d'autoritats de noms i títols de Catalunya: 981058609878506706
- CiNii: DA02104787
- Gemeinsame Normdatei: 118625063
- International Standard Name Identifier: 0000 0001 2139 5345
- Library of Congress Control Number: n81121451
- Nationale Bibliotheek van Letland: 000070208
- MusicBrainz: 3a79244c-2a04-4599-9d90-040dc5afd5aa
- Bibliotheek van het Japanse parlement: 032008856
- Nationale Bibliotheek van Tsjechië: jn20021203007
- Nationale bibliotheek van Australië: 35791294
- Nationale Bibliotheek van Israël: 987007269160805171
- Nationale Bibliotheek van Polen: a0000002602462
- Nationale en Universitaire bibliotheek Zagreb: 000061605
- Nederlandse Thesaurus van Auteursnamen: 069061661
- Réseau des bibliothèques de Suisse occidentale: 02-A000165480
- LIBRIS: 225825
- SNAC: w6zs37k3
- Système universitaire de documentation: 027780309
- Trove: 1089487
- Virtual International Authority File: 73943536
- WorldCat: E39PBJhxpQPXrmrj3cWwwBbrv3